# Природно-заповідний фонд Кривого Рогу
Природно-заповідний фонд Кривого Рогу — об'єкти природно-заповідного фонду України,  розташовані у місті Кривий Ріг. Таких налічується 14.

## Список
Зеленим підсвічено території та об'єкти загальнодержавного значення.
| Зображення | Назва території або об'єкта природно-заповідного фонду | Категорія                                | Тип         | Площа, га | Рік створення | Розташування |
| ---------- | ------------------------------------------------------ | ---------------------------------------- | ----------- | --------- | ------------- | ------------ |
|            | Балка Північна Червона                                 | Заказник                                 | Ландшафтний | 26.0      | 1988          | Кривий Ріг   |
|            | Скелі «Орлине гніздо»                                  | Пам'ятка природи                         | Геологічна  | 62.00     | 1975          | Кривий Ріг   |
|            | Візирка                                                | Заказник                                 | Ландшафтний | 121.10    | 2001          | Кривий Ріг   |
|            | Сланцеві скелі                                         | Пам'ятка природи                         | Геологічна  | 4.00      | 1972          | Кривий Ріг   |
|            | Виходи амфіболітів                                     | Пам'ятка природи                         | Геологічна  | 5.00      | 1975          | Кривий Ріг   |
|            | Виходи аркозових пісковиків                            | Пам'ятка природи                         | Геологічна  | 4.00      | 1972          | Кривий Ріг   |
|            | Пісковикова скеля                                      | Пам'ятка природи                         | Геологічна  | 1.00      | 1972          | Кривий Ріг   |
|            | Скелеватські виходи                                    | Пам'ятка природи                         | Геологічна  | 9.00      | 1972          | Кривий Ріг   |
|            | Дерево культурної груші                                | Пам'ятка природи                         | Ботанічна   | 0.030     | 1990          | Кривий Ріг   |
|            | Парк імені Федора Мершавцева                           | Парк-пам'ятка садово-паркового мистецтва |             | 36.00     | 1972          | Кривий Ріг   |
|            | Криворізький ботанічний сад                            | Ботанічний сад                           |             | 75.00     | 1983          | Кривий Ріг   |
|            | Дендрологічний парк                                    | Ботанічний сад                           |             | 27.00     | 1993          | Кривий Ріг   |
|            | Червона Балка Північна                                 | Заказник                                 | Ландшафтний | 28.0      | 1983          | Кривий Ріг   |
|            | Старовинна груша на Карнаватці                         | Пам'ятка природи                         | Ботанічна   | 0.015     | 2010          | Кривий Ріг   |